# Johann Daniel Mylius
Johann o Johannes Daniel Mylius (Wetter, 1583/1585 – 1628 o 1642) è stato un teologo, medico, alchimista e compositore tedesco.

## Biografia
Nato nell'attuale Assia, in Germania, da un pastore luterano stanziato a Gemünden-Wohra, Johann Daniel Mylius risulta battezzato il 24 maggio 1585.

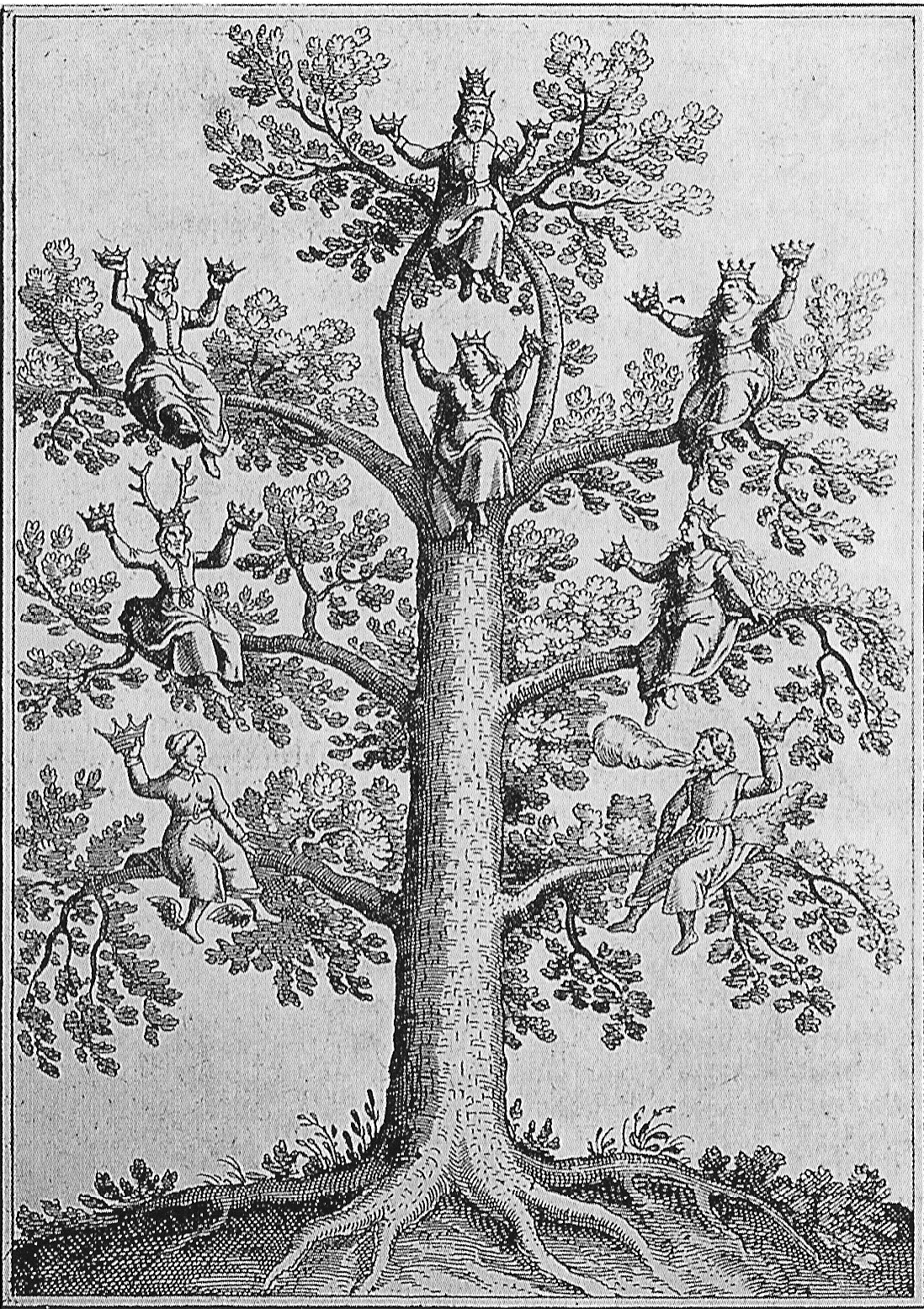
Illustrazione dell'albero filosofico dall'Anatomia Auri di Mylius (1628)

Entrato nel 1595 nell'istituto pedagogico di Marburgo, vicino a Wetter dove la famiglia era proprietaria di una gualchiera, all'età di 21 anni si stabilì a Francoforte sul Meno lavorando come correttore tipografico e insegnante privato. Nel 1612, per concessione del langravio Maurizio d'Assia-Kassel, Mylius proseguì gli studi di chimica all'Università di Gießen, e poi di teologia e medicina a Marburgo, sotto la guida del professore di anatomia Heinrich Petraeus, di cui diverrà il successore, partecipando al dibattito tra chimici progressisti e galenici tradizionalisti.
A Marburgo diventò inoltre allievo, ed anche cognato, del chimico Johann Hartmann (1568–1613), professore di chemyatria, cioè di un ramo della medicina detta «iatrochimica».
Nel 1616, mentre era ancora studente di medicina, Mylius ottenne la licenza di esercitare la professione medica. Nello stesso anno curò la pubblicazione dello Iatrochymicus dello scozzese Duncan Burnet. Il suo Opus medico-chymicum, trattato di argomento alchemico, fu pubblicato due anni dopo. Seguiranno altri scritti in materia medica, farmaceutica e alchemica.
Nel frattempo si dedicava a composizioni per liuto nella chiesa protestante di Francoforte, e svolgeva le mansioni di medico personale del langravio Maurizio d'Assia-Kassel, presso il quale intratteneva esperimenti di alchimia. Tra i suoi mecenati vi erano inoltre Maurizio e Federico Enrico d'Orange. A seguito tuttavia di una rappresentazione alchemica dedicata al «re d'inverno» Federico V che gli creò alcune difficoltà fu costretto a lasciare Francoforte per qualche tempo.
Mylius conseguì il dottorato in medicina in età avanzata verso il 1625. Nel 1628 divenne il medico personale dell'arcivescovo cattolico di Treviri. Non si hanno più notizie su di lui dopo il 1632.

## Opere

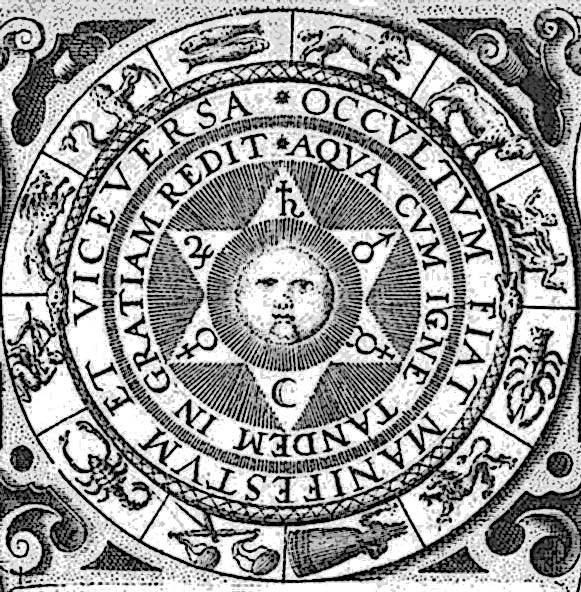
Simboli astrologici raffigurati nell'Opus medico-chymicum (1618)

- Opus medico-chymicum (Francoforte, presso Lucas Jennis, 1618), in cui attinse in particolare da Andreas Libavius e dalla sua Alchymia del 1597, ed è suddiviso in tre volumi:

1. Basilica Medica;
2. Basilica Chymica, dedicato alla iatrochimica;
3. Basilica Philosophica, di notevole importanza per le illustrazioni dell'incisore Matthäus Merian sui segreti dell'alchimia,[11] su strumenti chimici come alambicchi e forni, e in generale sulla visione ermetica del mondo riprese in seguito da altri autori.[8]

- Antidotarium medico-chymicum reformatum (Francoforte, presso Lucas Jennis, 1620).
- Philosophia Reformata (Francoforte, presso Lucas Jennis, 1622), contenente diversi simboli allegorici alchemici, con prestiti dal libro De arte Chymica del 1572 che sarà attribuito a Marsilio Ficino.[12]
- Anatomia Auri (Francoforte, presso Lucas Jennis, 1628).
- Pharmacopoea Spagyrica, sive Practica universalis Galeno-chymica libri duo (Francoforte, presso Schönwetter, 1628).

Mylius scrisse anche un trattato di teologia (Teologia cristiana riformata del 1621) con l'obiettivo di conciliare calvinisti e luterani, e pubblicò una raccolta di pezzi musicali per liuto (Thesaurus gratiarum, 1622).